# Окамото Масахіро
Масахіро Окамото (яп. 岡本 昌弘, нар. 17 травня 1983, Тіба) — японський футболіст, воротар клубу «Ехіме».
Виступав за клуб «ДЖЕФ Юнайтед».

## Клубна кар'єра
Народився 17 травня 1983 року в місті Тіба. Вихованець футбольної школи клубу «ДЖЕФ Юнайтед». Дорослу футбольну кар'єру розпочав 2002 року в основній команді того ж клубу, в якій провів шістнадцять сезонів, взявши участь у 244 матчах чемпіонату. 
До складу клубу «Ехіме» приєднався на умовах оренди 2018 року. 

## Виступи за збірну
2003 викликався до складу молодіжної збірної Японії. Був у заявці збірної на молодіжному чемпіонаті світу 2003 року.

## Титули і досягнення
- Володар Кубка Джей-ліги: 2005, 2006